# اقیانوس تتیس دیرینه

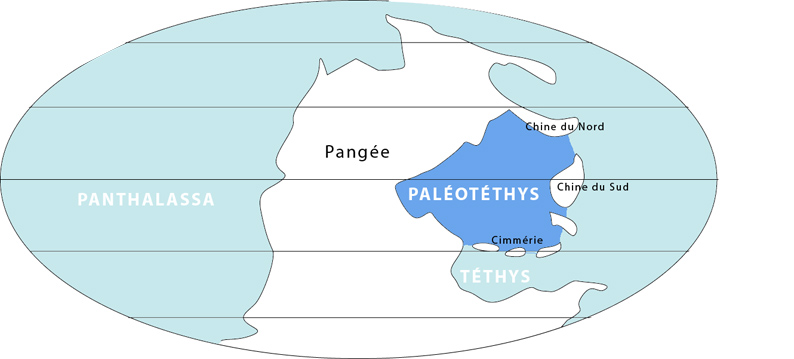
موقعیت اقیانوس تتیس دیرینه در حدود ۲۸۰ میلیون سال پیش

تتیس دیرینه یا اقیانوس تتیس دیرینه (انگلیسی: Paleo-Tethys Ocean) یک اقیانوس بود که در امتداد حاشیه شمالی دیرینه‌قاره گوندوانا قرار داشت و طی کامبرین میانی شروع به بازشدن کرد و در دیرینه‌زیستی گسترش یافت. این اقیانوس به مدت حدود ۴۰۰ میلیون سال وجود داشت و سرانجام در دوره تریاس بسته شد. اقیانوس تتیس دیرینه پیش از اقیانوس تتیس (که به نام تتیس نو نیز خوانده می‌شود) بود.